# Ліснинське сільське поселення
Лі́снинське сільське поселення (рос. Леснинское сельское поселение) — сільське поселення у складі Читинського району Забайкальського краю Росії.
Адміністративний центр — селище Лісний Городок.

## Населення
Населення сільського поселення становить 1405 осіб (2019; 1683 у 2010, 1904 у 2002).

## Склад
До складу сільського поселення входять:
| Населений пункт        | Населення, осіб (2002) | Населення, осіб (2010) |
| ---------------------- | ---------------------- | ---------------------- |
| Кука, село             | 315                    | 283                    |
| Лісний Городок, селище | 1541                   | 1368                   |
| Хвойний, селище        | 48                     | 32                     |